# Tenis de mesa en los Juegos Europeos de Cracovia 2023
El torneo de tenis de mesa en los III Juegos Europeos se realizó en la Hutnik Arena de Cracovia (Polonia) del 23 al 1 de julio de 2023.
En total fueron disputadas en este deporte cinco pruebas diferentes, dos masculinas, dos femeninas y una mixta.

## Medallistas

### Masculino
| Evento                   | Oro                                                                      | Plata                                                                          | Bronce                                                            |
| ------------------------ | ------------------------------------------------------------------------ | ------------------------------------------------------------------------------ | ----------------------------------------------------------------- |
| Individual (27 de junio) | Félix Lebrun · Francia                                                   | Marcos Freitas · Portugal                                                      | Alexis Lebrun · Francia                                           |
| Equipo (1 de julio)      | Timo Boll · Patrick Franziska · Dimitrij Ovtcharov · Dang Qiu · Alemania | Simon Berglund · Kristian Karlsson · Anton Källberg · Truls Möregårdh · Suecia | Can Akkuzu · Simon Gauzy · Alexis Lebrun · Félix Lebrun · Francia |

### Femenino
| Evento                   | Oro                                                                              | Plata                                                              | Bronce                                                     |
| ------------------------ | -------------------------------------------------------------------------------- | ------------------------------------------------------------------ | ---------------------------------------------------------- |
| Individual (27 de junio) | Bernadette Szőcs · Rumania                                                       | Xiaoxin Yang · Mónaco                                              | Elizabeta Samara · Rumania                                 |
| Equipo (1 de julio)      | Adina Diaconu · Andreea Dragoman · Elizabeta Samara · Bernadette Szőcs · Rumania | Han Ying · Nina Mittelham · Shan Xiaona · Sabine Winter · Alemania | Inês Matos · Shao Jieni · Matilde Pinto · Fu Yu · Portugal |

### Mixto
| Evento               | Oro                                  | Plata                                   | Bronce                                      |
| -------------------- | ------------------------------------ | --------------------------------------- | ------------------------------------------- |
| Dobles (26 de junio) | Dang Qiu · Nina Mittelham · Alemania | Nándor Ecseki · Dóra Madarász · Hungría | Ovidiu Ionescu · Bernadette Szőcs · Rumania |

## Medallero
| Núm. | País     | Oro | Plata | Bronce | Total |
| ---- | -------- | --- | ----- | ------ | ----- |
| 1    | Alemania | 2   | 1     | 0      | 3     |
| 2    | Rumania  | 2   | 0     | 2      | 4     |
| 3    | Francia  | 1   | 0     | 2      | 3     |
| 4    | Portugal | 0   | 1     | 1      | 2     |
| 5    | Hungría  | 0   | 1     | 0      | 1     |
| 5    | Mónaco   | 0   | 1     | 0      | 1     |
| 5    | Suecia   | 0   | 1     | 0      | 1     |
|      | TOTAL    | 5   | 5     | 5      | 15    |